# Tombstone Hill (Viktorialand)
Der Tombstone Hill (englisch für Grabsteinhügel) ist ein markanter und 1050 m hoher Hügel im ostantarktischen Viktorialand. In den Admiralitätsbergen ragt er an der Nordflanke des Edisto-Gletschers auf.
Wissenschaftler einer von 1957 bis 1958 durchgeführten Kampagne im Rahmen der New Zealand Geological Survey Antarctic Expedition gaben ihm seinen Namen. Namensgebend sind massive, häufig geneigte Felsplatten aus Sedimentgestein am Gipfel des Hügels, die wie Grabsteine erscheinen.